# St. Charles Parish
Das St. Charles Parish (französisch Paroisse de Saint-Charles) ist ein Parish im Bundesstaat Louisiana der Vereinigten Staaten. Im Jahr 2010 hatte das Parish 52.780 Einwohner und eine Bevölkerungsdichte von 71,9 Einwohner pro Quadratkilometer. Der Verwaltungssitz (Parish Seat) ist Hahnville.

## Geographie
Das Parish liegt im Südosten von Louisiana, ist im Süden etwa 60 km vom Golf von Mexiko entfernt und hat eine Fläche von 1062 Quadratkilometern, wovon 328 Quadratkilometer Wasserfläche sind. Es grenzt an folgende Parishes:
| St. John the Baptist Parish |  |                  |
|                             |  | Jefferson Parish |
| Lafourche Parish            |  |                  |

## Geschichte
Das St. Charles Parish wurde 1807 als eines der 19 Original-Parishes gebildet.
Ein Gebäude des Parish hat aufgrund seiner geschichtlichen Bedeutung den Status einer National Historic Landmark, das Homeplace Plantation House. Insgesamt sind sechs Bauwerke und Stätten des Parish im National Register of Historic Places eingetragen (Stand 10. November 2017).

## Demografische Daten

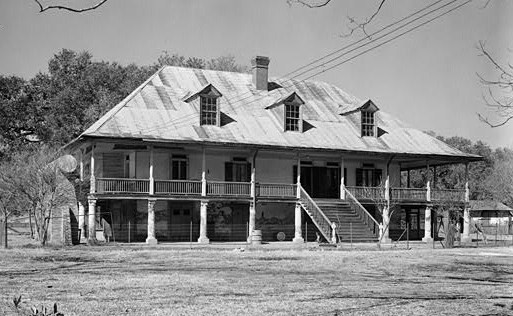
Das Homeplace Plantation House, gelistet im NRHP

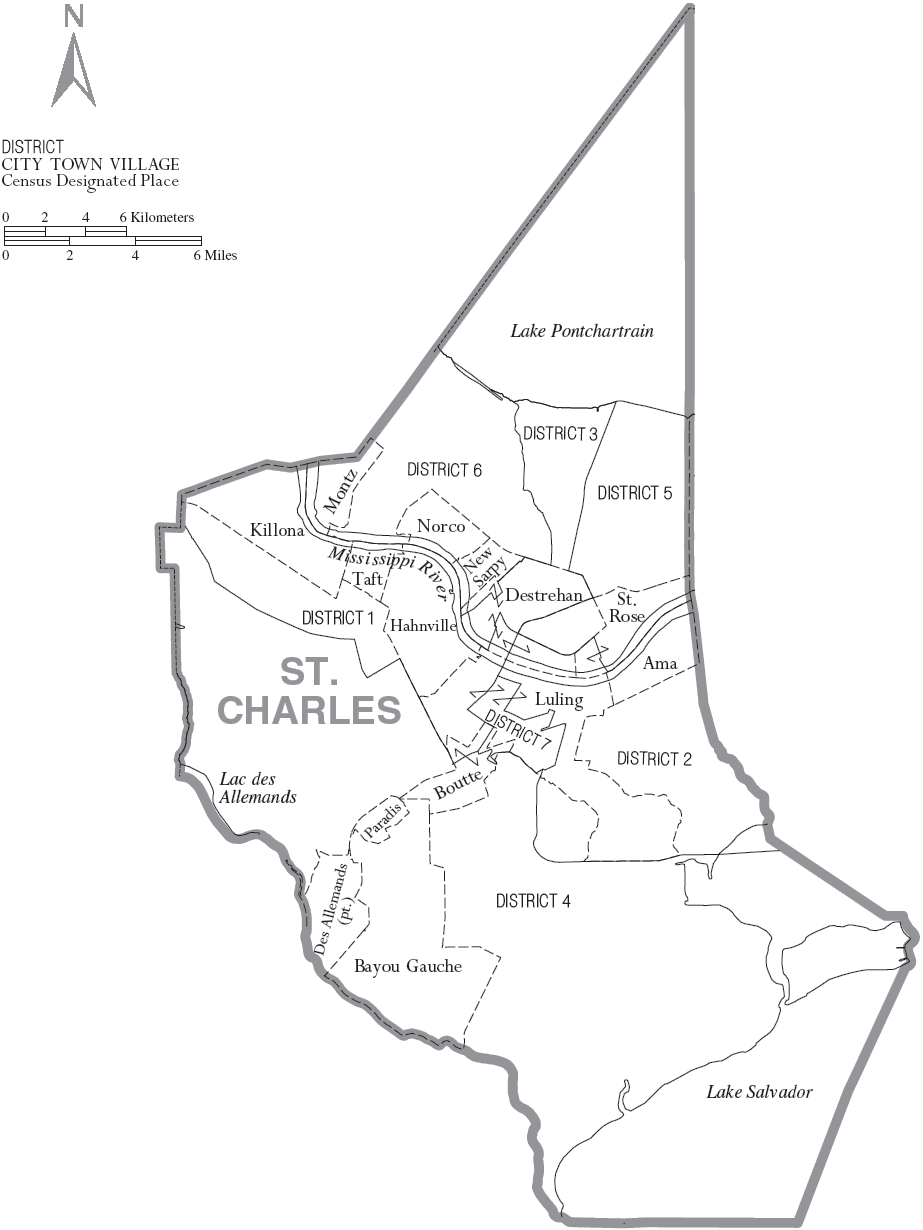
Karte des St. Charles Parishes

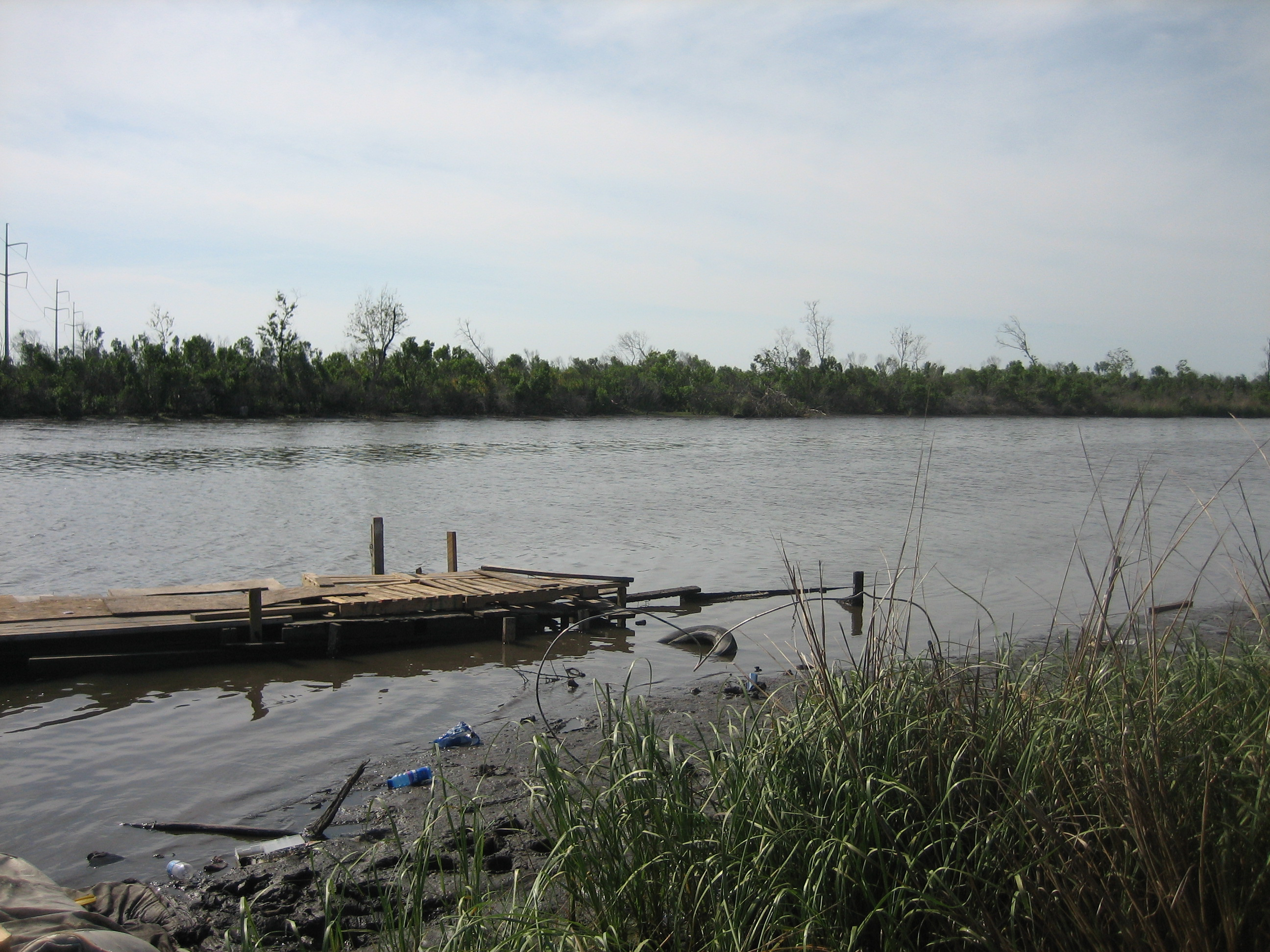
Der Duncan Canal

Nach der Volkszählung im Jahr 2000 lebten im St. Charles Parish 48.072 Menschen in 16.422 Haushalten und 13.088 Familien. Die Bevölkerungsdichte betrug 65 Einwohner pro Quadratkilometer. Ethnisch betrachtet setzte sich die Bevölkerung zusammen aus 72,40 Prozent Weißen, 25,23 Prozent Afroamerikanern, 0,26 Prozent amerikanischen Ureinwohnern, 0,55 Prozent Asiaten, 0,01 Prozent Bewohnern aus dem pazifischen Inselraum und 0,64 Prozent aus anderen ethnischen Gruppen; 0,91 Prozent stammten von zwei oder mehr Ethnien ab. 2,80 Prozent der Bevölkerung waren spanischer oder lateinamerikanischer Abstammung, die verschiedenen der genannten Gruppen angehörten.
Von den 16.422 Haushalten hatten 43,4 Prozent Kinder und Jugendliche unter 18 Jahre, die bei ihnen lebten. 60,4 Prozent waren verheiratete, zusammenlebende Paare, 14,7 Prozent waren allein erziehende Mütter, 20,3 Prozent waren keine Familien, 16,7 Prozent waren Singlehaushalte und in 5,4 Prozent lebten Menschen im Alter von 65 Jahren oder darüber. Die Durchschnittshaushaltsgröße betrug 2,90 und die durchschnittliche Familiengröße lag bei 3,27 Personen.
Auf das gesamte Parish bezogen setzte sich die Bevölkerung zusammen aus 30,3 Prozent Einwohnern unter 18 Jahren, 8,3 Prozent zwischen 18 und 24 Jahren, 31,4 Prozent zwischen 25 und 44 Jahren, 21,0 Prozent zwischen 45 und 64 Jahren und 9,0 Prozent waren 65 Jahre alt oder darüber. Das Durchschnittsalter betrug 34 Jahre. Auf 100 weibliche kamen statistisch 95,2 männliche Personen. Auf 100 Frauen im Alter von 18 Jahren oder darüber kamen 91,7 Männer.
Das jährliche Durchschnittseinkommen eines Haushalts betrug 45.139 USD, das Durchschnittseinkommen der Familien betrug 50.562 USD. Männer hatten ein Durchschnittseinkommen von 40.651 USD, Frauen 24.780 USD. Das Prokopfeinkommen betrug 19.054 USD. 9,3 Prozent der Familien 11,4 Prozent der Bevölkerung lebten unterhalb der Armutsgrenze. Davon waren 14,2 Prozent Kinder oder Jugendliche unter 18 Jahre und 12,4 Prozent waren Menschen über 65 Jahre.

## Orte im Parish
- Almedia
- Ama
- Bayou Gauche
- Boutte
- Camardelle
- Chaudiere Casse
- Des Allemands1
- Destrehan
- Dufresne
- Ellington
- Frellsen
- Good Hope
- Green Acres
- Gypsy
- Hahnville
- Killona
- La Branche
- Lone Star
- Luling
- Mimosa Park
- Montz
- New Sarpy
- Norco
- Paradis
- Prospect
- Saint Rose
- Salix
- Sellers
- Tabatiere Perdue
- Taft
- Vallier
- Waterford

1 – teilweise im Lafourche Parish